# Економіка Уругваю

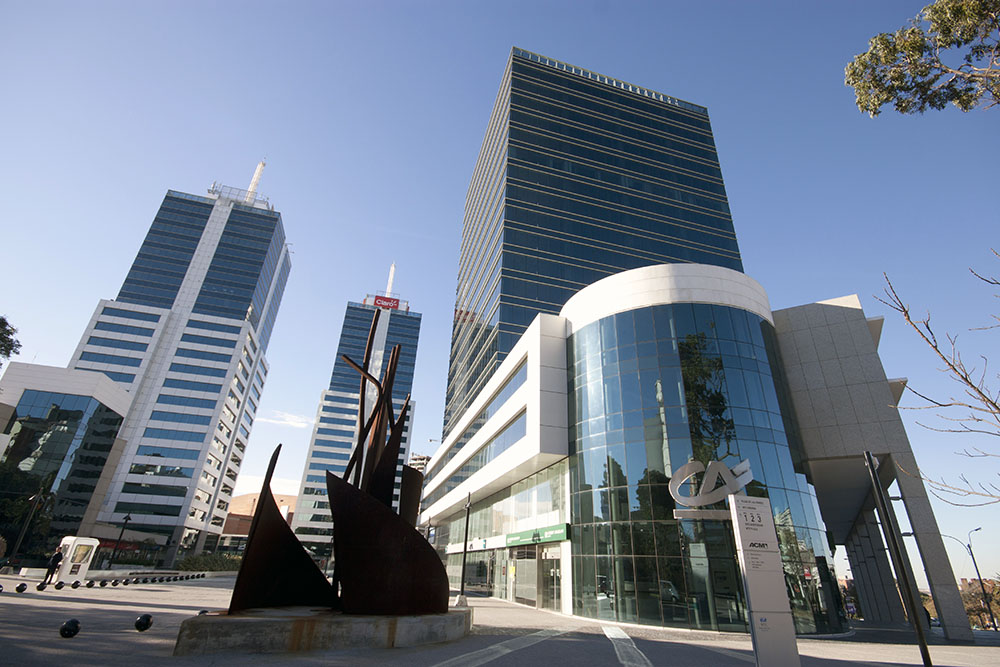
Монтевідео

Уругвай — одна з найрозвиненіших в економічному відношенні країн в Латинській Америці. Однак для уругвайської економіки характерно постійне поєднання підйомів і спадів, різкі стрибки інфляції. В Уругваї найбільш рівномірно в Латинській Америці розподіляються доходи, тому часто Уругвай називають «латиноамериканською Швейцарією»

## Сільське господарство
Провідними галузями сільського господарства Уругваю є землеробство та тваринництво. У 2002 році в країні нараховувалось 11,7 млн голів ВРХ, 11,2 млн овець, вироблено 48,6 тис. т вовни. З продовольчих культур вирощують пшеницю, рис, овес, жито, ячмінь, з технічних — бавовник і цукровий очерет.

## Промисловість
В промисловості зайнято 27,7 % робочої сили. Багато галузей промисловості, такі як нафтопереробна та харчова, в основному знаходяться під контролем держави. В 90-тих роках була прийнята програма по приватизації ряду галузей, однак фактично з усіх державних компаній в приватне керівництво перейшов лише міжнародний аеропорт Карраско. Інші державні компанії, навіть попри те, що частина з них, що працює, вже в третичному секторі економіки (наприклад, телекомунікаційна компанія ANTEL), залишились в руках держави. Ріст промислового виробництва в 2006 році склав 12,6 %.

## Транспорт

### Автодороги
- всього — 77732 км
  - з твердим покриттям — 7743 км
  - без твердого покриття — 69989 км

### Залізниці
- всього — 2073 км

### Аеропорти
- всього — 64, в тому числі
  - з твердим покриттям — 8
  - без твердого покриття — 56

### Водний транспорт
- всього судів — 13, в тому числі
  - суховантажі — 2
  - хімічний танкер — 1
  - пасажирські судна — 7
  - нафтовий танкер — 2
  - roll on/roll off — 1.

## Торгівля
- Експорт: 3.993 млрд доларів
- Статті експорту: м'ясо, рис, шкіра, молочні продукти, вовна, електроенергія
- Імпорт: 4.532 млрд доларів
- Статті імпорту: автомобілі, машинне обладнання, речі з металу, машинне обладнання для важкої промисловості, сира нафта

## Азартні ігри
Азартні ігри в Уругваї є повністю легальним бізнесом. Країна відрізняється найбільш вільним ринком азартних ігор Латинської Америки та є одним з найбільш вільних серед ринків інших країн світу. Законодавство дозволяє і чітко регулює будь-які види азартних ігор, отримання ліцензії від державного регулятора відбувається швидко і має формальні умови.